# Sierrathrissa leonensis
Sierrathrissa leonensis är en fiskart som beskrevs av Thys van den Audenaerde, 1969. Sierrathrissa leonensis ingår i släktet Sierrathrissa och familjen sillfiskar. IUCN kategoriserar arten globalt som livskraftig. Inga underarter finns listade i Catalogue of Life.